# Jimmer Fredette
James Taft «Jimmer» Fredette (Glens Falls, Nueva York, 25 de febrero de 1989) es un exjugador de baloncesto estadounidense que disputó seis temporadas en la NBA y varias más entre China y Grecia. Con 1,88 metros de estatura, jugaba en la posición de escolta.

## Trayectoria deportiva

### Universidad
Jugó durante cuatro temporadas con los Cougars de la Universidad de Brigham Young, en las que promedió 18,7 puntos, 3,7 asistencias y 3,7 rebotes por partido. En su temporada senior ganó la mayoría de galardones individuales que se otorgan en la NCAA, incluyendo el Trofeo Adolph Rupp, el Premio John R. Wooden, el Trofeo Oscar Robertson, el Premio Sporting News al Baloncestista Universitario del Año y el Associated Press College Basketball Player of the Year, siendo además elegido Jugador del Año de la MVC, e incluido en el mejor quinteto All-American.

### Profesional
Fue elegido en la décima posición del Draft de la NBA de 2011 por Milwaukee Bucks, siendo posteriormente enviado a Sacramento Kings en un acuerdo a tres bandas con Milwaukee y los Charlotte Bobcats, que afectó además a John Salmons, Beno Udrih, Shaun Livingston, Corey Maggette y Stephen Jackson. Fredette, a pesar de las expectativas, nunca contó con la suficiente continuidad y confianza en el equipo californiano a pesar del gran rendimiento que ofrecía y a comienzos de febrero de 2014 llegó a un acuerdo para rescindir su contrato. Inmediatamente después fue contratado como agente libre por los Chicago Bulls.
En julio de 2014 fichó por una temporada con los New Orleans Pelicans para suplir la baja de Anthony Morrow donde siguió rindiendo a un gran nivel. En julio de 2015 sale a la agencia libre y firmó con los San Antonio Spurs. Sin embargo, el equipo decide despedirlo sin llegar a un jugar un encuentro por temporada regular.
[actualizar]
El 24 de enero de 2021, estando en las filas de los Shanghai Sharks de la CBA, Fredette anotó 70 puntos en la victoria ante Sichuan Blue Whales (136-129), con un 11 de 22 en triples y un perfecto 23/23 desde la línea de tiros libres.
El 23 de abril de 2025 anunció su retirada del baloncesto profesional.

### Baloncesto 3x3
En octubre de 2022 manifestó su interés de participar de los Juegos Olímpicos de París 2024 como parte de la selección de baloncesto 3x3 de Estados Unidos. Al mes siguiente representó a su país en la FIBA 3x3 AmeriCup, obteniendo el título en disputa.

## Estadísticas de su carrera en la NBA

### Temporada regular
| Año     | Equipo      | PJ  | PT | MPP  | %TC   | %3P   | %TL   | RPP | APP | ROB | TPP | PPP |
| ------- | ----------- | --- | -- | ---- | ----- | ----- | ----- | --- | --- | --- | --- | --- |
| 2011-12 | Sacramento  | 61  | 7  | 18.6 | .386  | .361  | .833  | 1.2 | 5.8 | .5  | .0  | 7.6 |
| 2012-13 | Sacramento  | 69  | 0  | 24.0 | .421  | .417  | .859  | 1.0 | 6.3 | .4  | .0  | 7.2 |
| 2013-14 | Sacramento  | 41  | 0  | 11.3 | .475  | .493  | .895  | 1.1 | 1.5 | .3  | .1  | 5.9 |
| 2013-14 | Chicago     | 8   | 0  | 7.0  | .448  | .364  | 1.000 | .9  | 5.4 | .0  | .0  | 4.0 |
| 2014-15 | New Orleans | 50  | 0  | 10.2 | .380  | .188  | .956  | .8  | 1.2 | .3  | .0  | 3.6 |
| 2015-16 | New Orleans | 4   | 0  | 3.3  | .250  | .000  | .000  | .0  | .3  | .3  | .0  | .5  |
| 2015-16 | New York    | 2   | 0  | 2.5  | 1.000 | 1.000 | .800  | .0  | .0  | .0  | .0  | 3.5 |
| 2018-19 | Phoenix     | 6   | 0  | 10.8 | .276  | .000  | 1.000 | 1.2 | 1.3 | .5  | .0  | 3.7 |
| Total   | Total       | 241 | 7  | 13.3 | .409  | .372  | .879  | 1.0 | 1.4 | .4  | .0  | 6.0 |